# John Riggins
Robert John Riggins (Seneca, Kansas, 4 augustus 1949) is een Amerikaans voormalig Americanfootballspeler voor de New York Jets en de Washington Redskins in de National Football League. Riggins speelde als fullback, won eenmaal de Super Bowl en is in 1992 opgenomen in de Pro Football Hall of Fame.